# Don Bosco, une vie pour les jeunes
Pour plus de détails, voir Fiche technique et Distribution.
Don Bosco, une vie pour les jeunes est un téléfilm italien catholique sorti en 2004.

## Synopsis
C'est l'histoire biographique du prêtre catholique italien Don Bosco, né à Turin dans les années 1810 qui consacre sa vie à aider les jeunes délinquants mineurs des rues.

## Fiche technique
- Titre original : Don Bosco
- Réalisateur : Lodovico Gasparini
- Bande originale : Marco Frisina
- Producteur : Luca Bernabei
- Date de sortie initiale : 22 septembre 2004
- Premier épisode : 22 septembre 2004
- Genre : Téléfilm - Biographique
- Durée : 95 min.
- Pays : Italie

## Distribution
- Flavio Insinna : Don Bosco
- Lina Sastri : Margherita Bosco
- Charles Dance : Marchese Clementi
- Daniel Tschirley : Michele Rua
- Fabrizio Bucci : Bruno
- Lewis Crutch : Domenico Savio
- Alessandra Martines : Marchesa Barolo
- Ry Finerty : Giovanni Cagliero
- Julian Patrick Brophy : Carlo Buzzetti
- Paolo Calabresi : Don Gastaldi